# Omar Sharif Jr.
Omar Sharif Jr. (Montreal, 28 de novembro de 1983) é um ator Egípcio-Canadense, modelo e ativista gay que vive atualmente nos Estados Unidos.

## Início da vida
Sharif é o filho de um pai muçulmano, Tarek, e de uma mãe Judia, Debbie. Seus avós paternos foram Omar Sharif e Faten Hamama, ambos conhecidos atores Egípcios; seus avós maternos foram sobreviventes do Holocausto. Durante sua infância Sharif se mudou várias vezes entre Montreal, Paris, Cairo.

## Carreira
Sharif trabalhou como ator, aparecendo na minissérie  egípcia Wagh el qamar, a série canadense Virginie de 2005-2006, do filme egípcio de 2008 Hassan wa Morcus, e do filme Irlandês de 2016 O Segredo das Escrituras. Quando ele se tornou um ator, seu avô disse-lhe: "eu dei a você o meu nome, eu te dei a minha aparência. Eu não vou dar-lhe outra coisa. Você tem que fazê-lo totalmente por si."
Seu filme mais recente foi 11th Hour, dirigido por Jim Sheridan, e co-estrelado por Salma Hayek, que foi selecionado pelo Festival de Cinema de TriBeCa, em 2017
Ele também trabalhou como modelo: Ele foi "a face da Coca-Cola para o mundo árabe, e apareceu em uma grande camapanha da Calvin Klein no Egito."
Ele era um apresentador na 83rd Annual Academy Awards em 2011, durante o qual ele fez um esboço cômico memorável cômico com Kirk Douglas.

## Ativismo
Em 2012, Sharif admitiu ser gay na The Advocate, uma revista gay. Observando que as recentes eleições parlamentares no Egito havia "tratado secularistas com um golpe particularmente devastador", ele afirmou que a visão de "um Egito mais livre, mais igual— uma visão que muitos jovens patriotas deram suas vidas para ver realizado na Praça Tahrir, foi sequestrado." Ele é tido como  "a primeira personalidade pública que já admitiu ser abertamente gay no Mundo Árabe." O anúncio levou a críticas e ameaças de violência.
De 2013 a 2015, ele foi o porta-Voz Nacional para a Aliança Gay e Lésbica Contra a Difamação (GLAAD).
Em Maio de 2015, ele foi contratado para lidar com assuntos comunitários pelo desenvolvedor de Nova Iorque Ian Reisner.
Em uma  entrevista em agosto de 2015 Sharif, disse que o seu recentemente falecido avô, Omar Sharif, estava ciente de sua homossexualidade e nunca teve um problema com ele. Ele também disse que espera mudar  atitudes egípcias em relação a pessoas homossexuais. "Eu sou filho, sou irmão, sou um colega de trabalho, eu sou um amigo," ele disse. "Eu não sou um fato, ou uma figura, ou uma estatística. Eu não sou um debate moral ou ético."
Sharif fez um discurso em 2016 no Fórum da Liberdade de Oslo, discutindo sua história durante a Primavera Árabe, e admitindo-se a pensamentos suicidas.
Em 2012, ele estava vivendo em Cairo, no entanto, pouco tempo depois, preocupado com o "novo Egito", ele deixou o país. Ele agora reside em Los Angeles. Ele tem um B. A. da Queen's University, um Mestrado em Política Comparada da Escola de Economia de Londres e licenciatura em Artes Cênicas do Lee Strasberg Institute.

## Homenagens e prêmios
Ele foi homenageado como uma das "100 fora do armário", em 2012," The Advcate "40 abaixo de 40" em 2014 e 2015, e ganhou a 'Inspiration Award" da Revista Atitude em 2016.

## Outros
Omar é fluente em inglês, francês, espanhol, árabe, hebraico e Iídiche.